# Port lotniczy Martuba
Port lotniczy Martuba (IATA: DNF) – regionalny port lotniczy położony w mieście Darna, w Libii.